# Razorgrind (Leng Tch'e)
Razorgrind è il sesto album in studio del gruppo musicale grindcore Leng Tch'e, pubblicato nel 2017 dalla Season Of Mist.

## Tracce
1. Gundog Allegiance – 1:26
2. Indomitable – 1:29
3. Cibus – 1:29
4. Spore – 2:20
5. AnarChristic – 1:08
6. Stentor of Doom – 1:56
7. Redundant – 2:48
8. Commitment Fail – 2:19
9. The Red Pill – 3:03
10. Species. Path. Extinction. – 2:53
11. Guinea Swine – 3:24
12. Cirrhosis – 2:35
13. I Am the Vulture – 2:58
14. Magellanic Shrine – 6:37

## Formazione
- Serge Kasongo - voce
- Nicolas Malfeyt - basso
- Jan Hallaert - chitarra
- Olivier Coppens - batteria